# Champagne Delbeck
Le Champagne Delbeck est une Maison de Champagne située à Reims (Marne) et fondée en 1832 par Félix-Désiré Delbeck (1799-1878).
En 1838, la maison « Delbeck et Cie » devient « le fournisseur exclusif breveté » de la Cour de France. Dans l'histoire de la Champagne, elle est la seule maison à avoir reçu l'autorisation de porter le « privilège royal » symbolisé par les trois fleurs de lys sur ses étiquettes,.

## Histoire

### Félix-Désiré Delbeck
Félix-Désiré Delbeck naît à Laon en 1799 d'une ancienne famille originaire des Ardennes. Il est le fils de Jean-Baptiste Delbeck (1767-1821), marchand drapier puis banquier à Laon, descendant de Jacques-François Delbeck de Saint-Remy (1660-1722), lieutenant de cavalerie,, châtelain d'Autruche et seigneur du Fond-Barré. Sa mère est Jacqueline Geruzet (1775-1818), fille de négociant et petite-fille de Jacques Geruzet (1705-1774), marchand, consul de Reims, Grand garde et receveur de sa communauté.
Ses études terminées, Félix Delbeck vient exercer le métier de son père à Reims et y épouse la baronne Balsamie Barrachin, petite fille du baron Ponsardin et nièce et filleule de la célèbre Veuve-Cliquot-Ponsardin. Cette alliance l'amène naturellement à s'intéresser aux vins de champagnes. En 1832, il liquide ses affaires et acquiert des vignobles sur la Montagne de Reims et sur la côte des Blancs. Grâce aux talents de son maître de chais, Louis-Ferdinand Vasnier, il commence à produire des vins superbes qui acquirent une belle renommée,.
Il décède en juin 1878 à Reims et son épouse en 1896. Ils sont inhumés dans la chapelle familiale au cimetière du Nord.

### La Maison Delbeck

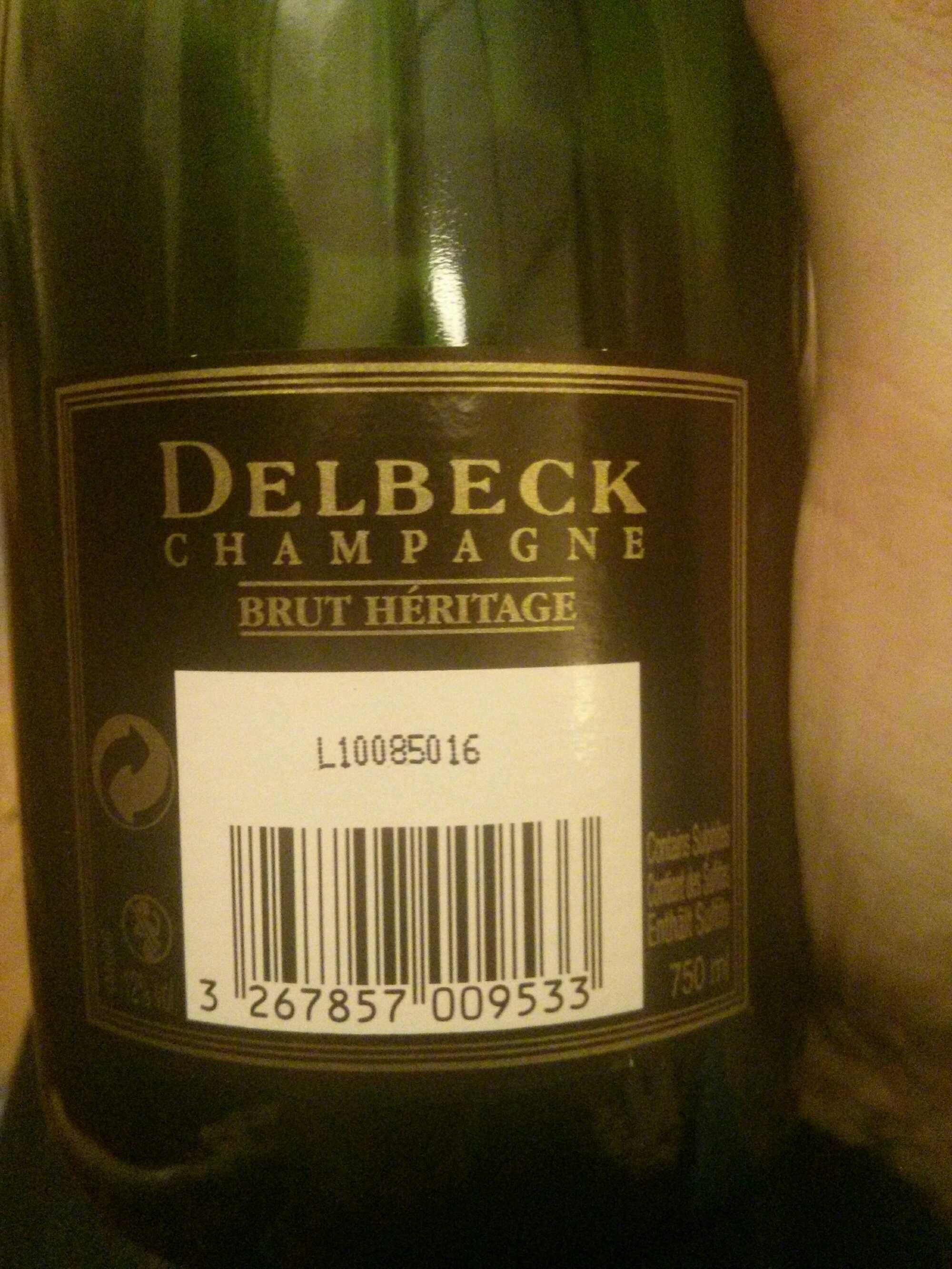
Champagne Delbeck brut en 2015.

La réputation du Champagne Delbeck l'amène à devenir en 1838 le fournisseur exclusif de la Cour de Louis-Philippe.
La maison « Burchard-Delbeck & Cie », du nom de son patron et beau-fils du fondateur, fait partie des maisons présentes lors de la réunion fondatrice du Syndicat du Commerce des vins de Champagne. Fournisseur de la plupart des Cours d'Europe (notamment d'Autriche-Hongrie, d'Espagne, de Belgique) elle devient, au fil des ans, une des gloires de la Champagne et sera, plus tard, l'invitée privilégiée des dîners hollywoodiens de la Belle Époque. La Maison Delbeck fait ainsi partie intégrante du patrimoine champenois. Le secret de la pérennité de cette maison résida longtemps dans le maintien de son statut familial.
À la suite d'un scandale financier - faillite de la Financière Martin (Champagnes Bricout-Delbeck) - la célèbre maison de champagne s'est vu mettre en liquidation judiciaire en 2003 après 171 ans d'existence . « Cette affaire, qui repose sur des erreurs de gestion et non pas sur un manque de qualité, ne ternit ni l'image du champagne en général ni celle des marques Bricout et Delbeck », précise à l'époque Yves Lombard, secrétaire général de l'Union des maisons de champagne. Pierre Martin, président de l’ex Financière Martin (Champagnes Bricout-Delbeck) est incarcéré et mis en examen pour banqueroute, escroqueries et abus de confiance. Luc Lhermitte, 51 ans, courtier en vins à Épernay, et Louis Fabriello, directeur financier du Champagne Bricout, sont mis en examen pour les mêmes motifs. Ils sont finalement condamnés en 2011.

## La marque
Le 12 mai 2003, la société Champagne Delbeck est placée en redressement judiciaire.
La marque a été transférée à la société vinicole « Martin et Fils » le 2 avril 2004 puis le 23 novembre 2004 à la Société des Champagnes « Charles Laffite ».

## Sources et références
- Site officiel UMC, taper le mot clé "Delbeck"
- L’Union du 3 mai 2003
- Les Echos, no 18902 du 7 mai 2003, p. 16 et no 18946 du 16 juillet 2003, p. 12.

Références
1. 1 2 3 4  Alphonse Rocha, Cimetière du Nord : Visite guidée, S.l., Lulu.com, 2015, 374 p., 14,8 × 21 cm (ISBN 978-1-326-41390-3 et 1-326-41390-2, présentation en ligne, lire en ligne), p. 279 et suivante.
2. ↑  « Chronologie des évènements de l'Histoire du champagne : Restauration », sur Union des Maisons de Champagne (version du 6 octobre 2014 sur Internet Archive) (consulté le 27 décembre 2020).
3. ↑  , acte de décès du père de Félix Désiré Delbeck, Jean-Baptiste Delbeck, indiquant son lieu de naissance à Tannay dans les Ardennes. Sa famille est du Vouzinois.
4. ↑  Archives du Conseil départemental des Ardennes, Registre pour servir à l'enregistrement des baptêmes, mariages et sépultures : Haraucourt 1693-1702, s.n., 1702, 50 p. (lire en ligne), p. 43.
5. ↑  Émile-G. Léonard, « La question sociale dans l'armée française au XVIIe siècle », Annales, no 2, avril-juin 1948, Librairie Armand Colin, p. 140. " (...) On sait comment le Conseil de la Guerre, au temps de la Polysynodie, et les colonels-généraux essayèrent de se substituer au département de la Guerre : c'était tenter de reprendre aux civils et aux gens d'affaires la direction des choses militaires. On sait aussi la mesure du 25 avril 1718 chargeant les inspecteurs de veiller à ce que les colonels ne choisissent que dans la noblesse les candidats aux emplois de lieutenants en second, et celle de 1727 exigeant des lettres de noblesse des aspirants au grade de sous-lieutenant. Réaction féodale, assure-t-on généralement à propos de ces dispositions, et de toutes celles qui suivirent ; lutte de la noblesse contre la roture (...) ".
6. ↑  Académie de Reims
7. ↑  Éric Glâtre, Chronique des Vins de Champagne, Cator & Pollux, 2001, p. 163
8. ↑  Liquidation judiciaire, Les Échos
9. ↑  La mise en examen de l'ex-PDG des champagnes Bricout et Delbeck trouble le monde du champagne, Les Échos
10. ↑  « Bricout et Delbeck / Pierre Martin condamné à payer 175 000 € » (version du 15 décembre 2014 sur l’Archive.today), publié le 4 mai 2011 par Corinne Lange, sur le site L'Union (consulté le 27 décembre 2020).
11. ↑  « Champagne Delbeck redressement judiciaire et cession », sur www.societe.com (consulté le 2 décembre 2019)
12. 1 2  Consultation du registre des marques de l'INPI le 2 décembre 2019